# Explosion des Schweigens (1961)
Explosion des Schweigens (Blast of Silence) ist ein US-amerikanischer Gangsterfilm aus dem Jahr 1961. Die Low-Budget-Produktion wurde von Allen Baron, der auch die Hauptrolle spielt, in Schwarz-Weiß inszeniert und gilt aufgrund ihrer düsteren Ästhetik als ein lange vergessenes, spätes Meisterwerk des Film noir.

## Handlung
Der Film beginnt in völliger Dunkelheit, es sind lediglich Eisenbahngeräusche zu hören. Ein Erzähler mit markanter Stimme, der die Handlung als Voice-over in der zweiten Person begleiten wird, berichtet in knappen, abwertenden Worten von der Geburt des Protagonisten. Währenddessen naht aus dem Dunkel ein Licht, das bald als Tunnelausgang zu erkennen ist. Die Szene wechselt auf einen Bahnsteig. Ein Zug hält im Bahnhof Pennsylvania Station in Manhattan. Ein Mann im Trenchcoat entsteigt, stellt seinen Koffer ab, zieht seinen Hut zurecht und zündet sich eine Zigarette an. Der Auftragskiller Frank „Frankie“ Bono ist aus Cleveland angereist, um hier über die Weihnachtsfeiertage einen Job zu erledigen. Ein Taxi bringt Frank nach Downtown, wo er sich ein billiges Hotelzimmer nimmt. Er besorgt sich einen Wagen und macht sich auf den Weg zur Staten Island Ferry. Auf der Fähre trifft er den Kontaktmann seiner Auftraggeber, der ihm weitere Anweisungen gibt und eine zusammengefaltete Zeitung mit einem Vorschuss überreicht. Frank soll den Gangsterboss Troiano ermorden, der der New Yorker Unterwelt zu gierig geworden ist.
Der gedungene Killer macht sich sofort an die Observierung, wobei er akribisch die Gewohnheiten seines Opfers ausspäht. Schnell findet er heraus, dass Troiano, der ständig von zwei Leibwächtern beschützt wird, stets im selben Restaurant speist und eine Geliebte aushält, mit der er sich regelmäßig, ohne Leibwächter, in einem abgelegenen Appartementhaus trifft. Zunächst muss sich Frank allerdings noch eine Waffe besorgen und besucht dazu den Waffenschieber Big Ralph, der in einer heruntergekommenen Wohnung mit zahmen Ratten haust. Frank beauftragt Big Ralph, ihm einen Revolver mit Schalldämpfer zu besorgen, doch der Waffenhändler erweist sich als ebenso geschwätziger wie geldgieriger Verhandlungspartner. Schließlich einigen sich die beiden und Frank erhält eine Adresse im Hafenviertel, wo er sich die Schusswaffe in den nächsten Tagen abholen kann. Um die Zeit zu überbrücken, streift Frank durch das vorweihnachtlich beleuchtete Manhattan, vorbei an festlich geschmückten Schaufenstern und Ladenlokalen. Schließlich kehrt er in einer Bar ein, wo er Petey, einem Freund aus Waisenhaustagen, begegnet. Die beiden trinken und unterhalten sich. Während Petey von seiner erfolgreichen Karriere als Werbegrafiker berichtet, bleibt Frank bei Fragen nach seinem Werdegang aus naheliegenden Gründen ausweichend. Dennoch gelingt es Petey, ihn zu überreden, auf eine Weihnachtsfeier mitzukommen. Dort trifft Frank auf die attraktive Lori, in die er früher einmal verliebt war. Die beiden tanzen miteinander und kommen sich näher.
Am nächsten Morgen besucht Frank Lori in ihrer Wohnung. Während die beiden Kaffee trinken, macht Frank einen groben Annäherungsversuch, den Lori heftig abwehrt. Frank beteuert, die Situation missverstanden zu haben, doch Lori weist ihm die Tür. Später erfährt Frank, dass Lori bereits einen Freund hat. Der Wunsch nach Liebe und einem „normalen Leben“ lässt den vermeintlich kaltblütigen Killer zunehmend am Sinn seines von Hass gesteuerten Daseins zweifeln.
Im Nachtclub The Village Gate beobachtet Frank, wie sich Troiano mit seiner Geliebten vergnügt. Dabei trifft er unverhofft auf Big Ralph, der mitbekommen hat, dass der Gangsterboss die Zielperson des Killers ist. Ralph fordert deshalb mehr Geld von Frank und droht, ihn zu erpressen. Als Ralph später angetrunken heimwärts wankt, folgt ihm Frank unbemerkt. Zuhause angekommen, wirft sich Ralph sofort auf sein Bett und vergisst, die Wohnungstür zu schließen. Frank nutzt die Gelegenheit, stürmt hinein und versucht, den vermeintlich Schlafenden mit einer Feueraxt zu erschlagen. Der schreckt jedoch hoch und wehrt den Schlag ab. Ein Handgemenge entsteht, in dessen Folge Ralphs Rattenkäfige zu Boden gerissen werden. Schließlich erdrosselt Frank den korpulenten Waffenhändler mit einem Lampenkabel. Der Mord wird rasch publik und Frank muss sich nun noch mehr vor der Polizei in Acht nehmen. Schließlich telefoniert er mit seinen Auftraggebern und erklärt, dass er kalte Füße bekommen habe und aussteigen möchte, doch sie entlassen ihn nicht aus der Pflicht und setzen ihm eine Frist. Notgedrungen muss sich Frank wieder auf den Auftrag konzentrieren.
Anderentags holt Frank die bestellte Waffe im Hafen ab, dabei kreisen seine Gedanken um verpasste Chancen. Er fährt zu Troianos Liebesnest und verschafft sich vorsichtig Zugang. Zunächst inspiziert er die Räumlichkeiten, dann macht er sich in aller Ruhe daran, den Revolver zu ölen, die Patronen zu überprüfen und den Schalldämpfer zu montieren. Als Troiano endlich allein die Wohnung betritt, wird er von Frank erschossen.
Anschließend trifft sich Frank mit seinem Auftraggeber an einem verlassenen Küstenstreifen, um seinen restlichen Lohn zu kassieren, dabei wird er jedoch in einen Hinterhalt gelockt. Nach einem kurzen aussichtslosen Fluchtversuch stirbt er, von mehreren Schützen in den Rücken getroffen, in einem Schlammloch.

## Hintergrund

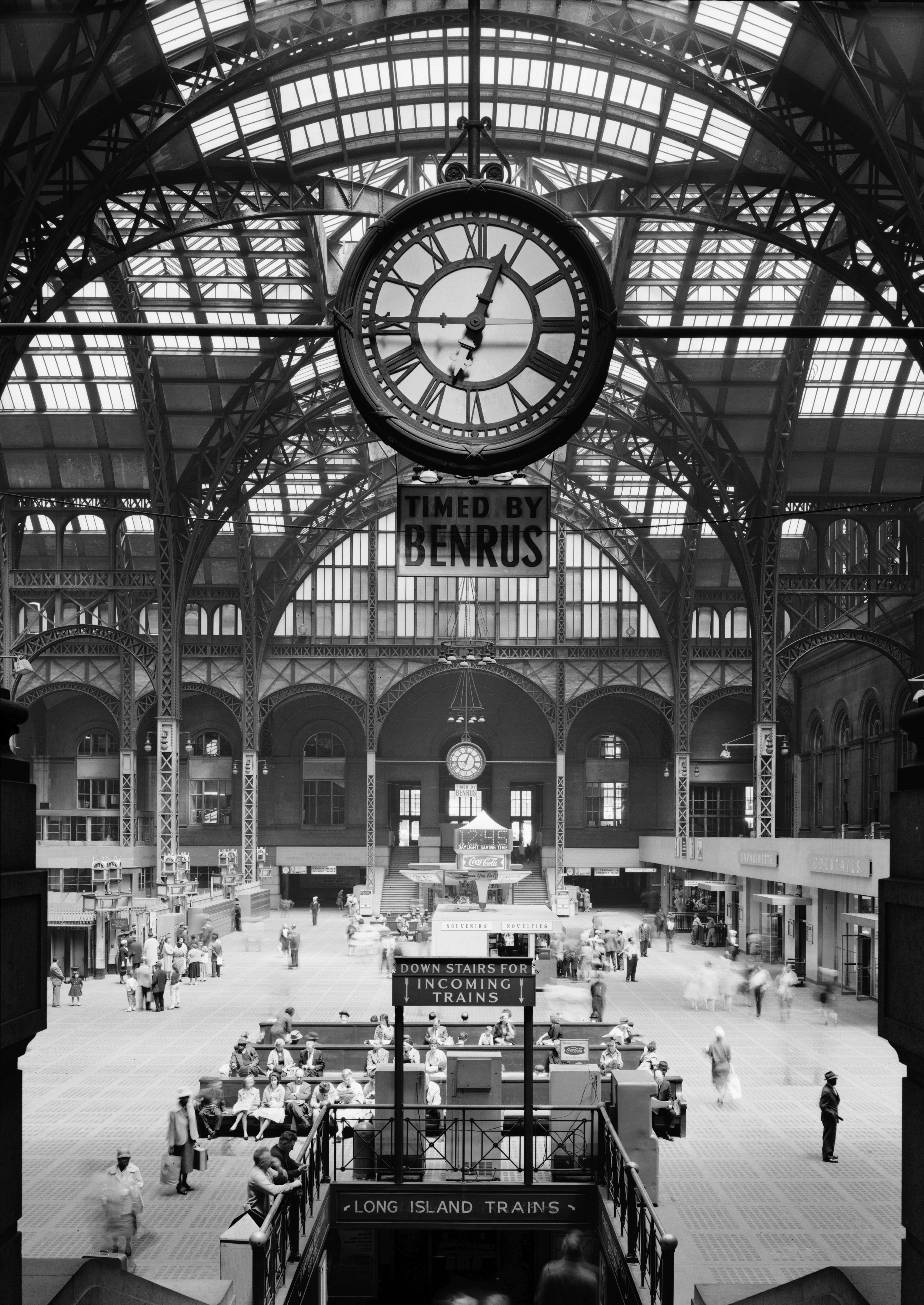
Die alte New York Pennsylvania Station im Jahr 1962

Die Dreharbeiten fanden in der New York Pennsylvania Station, New York City und auf Long Island statt. Die Zugfahrt aus dem Tunnel ins Tageslicht und die Bahnsteigszene wurden in der Newark Pennsylvania Station gefilmt, da die Züge der New Yorker Fernbahnhöfe unterirdisch im Dunkeln halten. Im Film ist noch das alte Gebäude der New York Pennsylvania Station zu sehen, das 1963 abgerissen wurde.
Während der Dreharbeiten zur Schlussszene auf Long Island tobte der Hurrikan Donna über die Ostküste der Vereinigten Staaten (10.–12. September 1960), was dem Geschehen ein zusätzliches dramatisches Element verleiht.
Der Drehbuchautor Waldo Salt wird unter dem Pseudonym „Mel Davenport“, das er sich während der McCarthy-Ära zugelegt hatte, aufgeführt. Auch Lionel Stander, der Erzähler, war zeitweise blacklisted und stand unter Beobachtung des Komitees für unamerikanische Umtriebe. Er wird in den Credits nicht genannt.
Allen Baron hatte die Rolle des Frank Bono ursprünglich Peter Falk angeboten, der lehnte jedoch wegen eines besser bezahlten Engagements ab. Daraufhin besetzte Baron, der ein Schauspielstudium absolviert hatte, sich selbst in der Hauptrolle, da er der beste Schauspieler gewesen sei, den er sich hätte leisten können.
Der Film wurde von Universal International vertrieben. Filmpremiere in den USA war der 1. April 1961. In westdeutschen Kinos erschien der Film am 24. August 1962.

## Kritiken
„Ein finsterer Gangsterfilm der B-Klasse mit Ansätzen zur psychologischen Vertiefung der Hauptfigur und langen dialoglosen Passagen, die das Gefühl trostloser Isoliertheit auf beklemmende Weise verdichten.“

„Wortkarges B-Movie-Meisterwerk in brillanten Bildern.“

„‚Blast of Silence‘ schafft es zwar nicht vollkommen mit der rauen Ästhetik seiner Film-Noir-Verwandtschaft mitzuhalten, er bietet aber dennoch beste Unterhaltung auf hohem Niveau.“

## Synchronisation
Die deutsche Synchronbearbeitung entstand 1962 durch die Elite-Film Franz Schroeder GmbH, Berlin.
| Rolle       | Darsteller       | Synchronsprecher |
| ----------- | ---------------- | ---------------- |
| Frank Bono  | Allen Baron      | Peer Schmidt     |
| Lori        | Molly McCarthy   | Margot Leonard   |
| Big Ralph   | Larry Tucker     | Alexander Welbat |
| Troiano     | Peter Clune      | Curt Ackermann   |
| Kontaktmann | Charles Creasap  | Konrad Wagner    |
| Erzähler    | (Lionel Stander) | Arnold Marquis   |

## DVD-Fassungen
The Criterion Collection veröffentlichte Blast of Silence 2008 in einer digital restaurierten Fassung. Die englischsprachige DVD enthält außerdem das Making-of Requiem for a Killer: The Making of Blast of Silence von 2007, Fotografien vom damaligen Set und Locationfotos von 2008, sowie ein Booklet mit einem Essay des New Yorker Filmkritikers Terrence Rafferty und eine Graphic-Novel-Adaption von Sean Phillips.
Eine deutschsprachige (deutsch/englisch), nicht restaurierte Fassung ist 2007 bei Alamode Film/Alive AG erschienen. Die DVD enthält außer einem Audiokommentar und einem Trailer kein weiteres Bonusmaterial.